# Тілопо раротонзький
Тілопо раротонзький (Ptilinopus rarotongensis) — вид голубоподібних птахів родини голубових (Columbidae). Ендемік Островів Кука.

## Опис
Довжина птаха становить 20-24 см. Виду не притаманний статевий диморфізм. Верхня частина тіла зелена. Голова, груди і верхня частина спини сіруваті. Живіт у представників підвиду P. r. rarotongensis жовтий, іноді з пурпуровими плямками. У представників підвиду P. r. goodwini живіт блідий, зеленувато-жовтий. Кінчики крил жовтуваті. На лобі яскраво-пурпурова пляма, відсутня у молодих птахів. Дзьоб червоний біля основи, зелений на кінці. Очі червонувато-оранжеві, лапи червоні.

## Підвиди
Виділяють два підвиди:
- P. r. rarotongensis Hartlaub & Finsch, 1871 — острів Раротонга;
- P. r. goodwini Holyoak, 1974 — острів Атіу[en].

## Поширення і екологія
Раротонзькі тілопо є ендеміками островів Кука. Живуть в тропічних лісах. Живляться переважно плодами, а також дрібними комахами. Сезон розмноження триває з липня по вересень. Пташенята покидають гніздо на 16 день.

## Збереження
МСОП класифікує цей вид як вразливий. Ареал  раротонзького тілопо обмежений двома дрібними островами, а чисельність виду є невеликою. За оцінками дослідників, популяція раротонзьких тілопо становить від 350 до 1500 птахів.